# Maison du Frère-Moffet
Die Maison du Frère-Moffet ist ein historisches Gebäude in der Stadt Ville-Marie in der Provinz Québec in Kanada. Es wurde 1881 auf Initiative des Oblatenbruders Joseph Moffet, auch „Vater von Témiscamingue“ genannt, errichtet und gilt als das älteste Gebäude in Ville-Marie.

## Geschichte

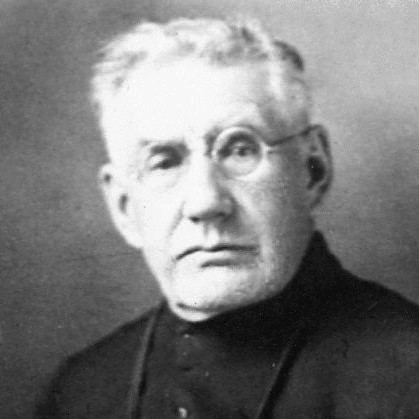
Joseph Moffet

1863 kamen die Oblaten von Maria Immaculata in die Region und gründeten die Mission Saint-Claude in der Nähe des alten Handelspostens Fort Témiscamingue. 1872 traf Bruder Joseph Moffet in der Mission ein, um sich um die Lebensmittelversorgung zu kümmern. Er erkannte schnell, dass der Boden rund um die Mission unfruchtbar war. 1874 fand er fruchtbares Land am Ende der Kelly-Bucht (heute Baie des Pères), etwa 5 km nördlich der Mission. Ohne die Erlaubnis seines Vorgesetzten begann er das Land zu roden und erhielt erst 1879 die Genehmigung, dort eine Farm zu errichten.
1881 wurde auf dem Gelände des Hofes ein kleines Haus gebaut, um Arbeiter und durchreisende Missionare unterzubringen. Ein Jahr später kam eine Scheune hinzu. Bis zur Gründung des Dorfes 1886 war dies das einzige Gebäude in der Kelly-Bucht. Die Ernteerträge überstiegen bald den Bedarf der Gemeinde und die Überschüsse wurden an Holzfällerbetriebe und den Markt in Haileybury, Ontario, verkauft.

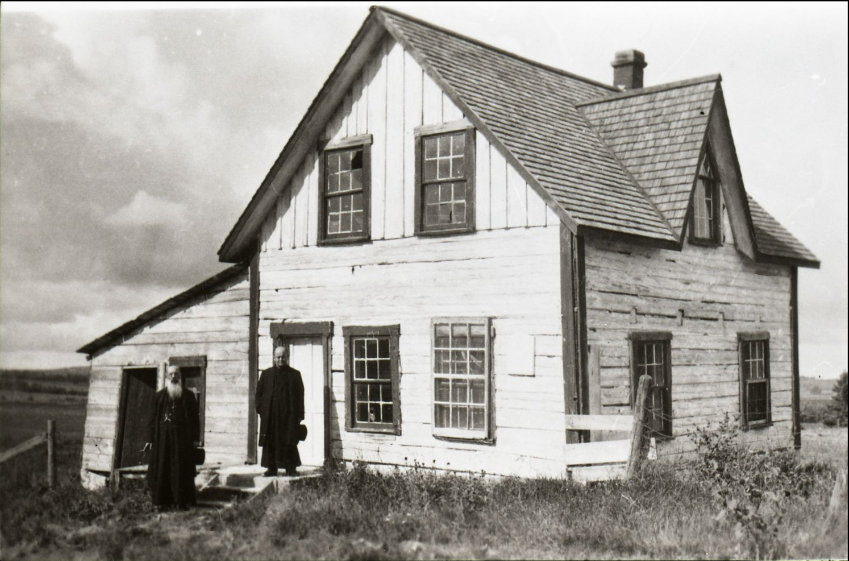
Maison du Frère-Moffet Anfang der 1950er Jahre, Foto wohl gespiegelt

Im Laufe der Jahre wurde das Haus mehrfach transloziert und restauriert. Die erste Versetzung fand 1908 statt, um Platz für ein Pensionat der Sœurs de la charité d’Ottawa zu schaffen. Danach diente das Gebäude als Schuppen und von 1930 bis 1936 als Wohnung für den Concierge des Pensionats. 1949 erwarb die Société d’Histoire de Témiscamingue das Haus. 1954 wurde es zum zweiten Mal versetzt, diesmal auf das Gelände der Landwirtschaftsschule Frère-Moffet. Bei dieser Gelegenheit wurde es restauriert, wobei der Scheunenanbau abgerissen wurde. Eine weitere Restaurierung erfolgte 1958 unter Verwendung von Materialien aus den Gebäuden des Fort Témiscamingue. 1973 wurde das Haus zum dritten Mal an den Stadtrand versetzt, wo es zunächst dem Verfall preisgegeben war. Anfang 1978 wurde es zum vierten Mal versetzt, und zwar zurück auf das Gelände der ehemaligen Landwirtschaftsschule. Die fünfte und letzte Versetzung erfolgte 1979 in die Nähe der Kirche Notre-Dame-du-Rosaire. Weitere Restaurierungsarbeiten wurden 2003 und 2015 durchgeführt. Bei der letzten Restaurierung wurde eine Bronzebüste des Bruders Moffet vor dem Eingang aufgestellt.
Das Haus wurde 1978 und erneut 2005 unter Denkmalschutz gestellt. Seit 1980 ist in dem Gebäude ein Museum eingerichtet, das die Geschichte der Region und ihres Gründers lebendig hält.

## Architektur
Die Maison du Frère-Moffet ist ein Beispiel für die frühe Siedlungsarchitektur in Témiscamingue. Das Gebäude auf quadratischem Grundriss wurde aus behauenen Holzbalken in Blockbautechnik errichtet. Das Satteldach mit Gaube ist mit Zedernschindeln gedeckt. Die rechteckigen Fenster sind Schiebefenster, die Türen bestehen aus Holzpaneelen.
Die Einfachheit der Konstruktion und die Verwendung lokaler Materialien machen dieses Haus zu einem repräsentativen Beispiel für die traditionelle Architektur der Region.

## Museale Nutzung
Heute dient das Frère-Moffet-Haus als Museum, das die Geschichte der ersten Besiedlung von Témiscamingue erzählt. Die Dauerausstellung De la Terre et des Hommes („Von der Erde und den Menschen“) ist dem Leben und Wirken von Frère Moffet sowie der ersten Siedlungswelle in der Region zwischen 1881 und 1920 gewidmet und wird durch jährlich wechselnde Sonderausstellungen ergänzt, die verschiedene Aspekte der lokalen Geschichte beleuchten.